# Иван Костов (геолог)
Вижте пояснителната страница за други личности с името Иван Костов.
Иван Костов Николов, известен като Иван Костов, е български геолог, минералог-кристалограф.
Работи главно в областта на минералогията. Той е дългогодишен директор на Националния природонаучен музей и академик на Българската академия на науките.

## Биография
Роден е в Пловдив на 24 декември 1913 г. стар стил. Гимназиалното си образование получава в родния си град. Завършва „Естествени науки“ в Софийския университет „Свети Климент Охридски“ през 1936 г.
От 1937 г. е сътрудник на Минералого-петрографския институт, а от 1938 г. успоредно преподава в Софийския университет. През 1940 г. заминава на специализация в Лондонския имперски колеж, където защитава дисертация на тема „Генезис на желязорудното находище Крепост“ и остава до края на Втората световна война.
След завръщането си в България Костов продължава да работи в областта на минералогията. През 1953 г. става професор и оглавява новосъздадената катедра по минералогия и кристалография в Софийския университет. През 1958 г. открива неизвестна дотогава оловно-бисмутова сулфосол, която нарича бончевит на името на своя учител академик професор Георги Бончев. От 1960 г. ръководи сектора по минералогия в Геологическия институт. През 1961 г. е избран за член-кореспондент, а от 1966 г. е редовен член на БАН.
През 1960-те години ръководи екип от учени, които изследват зеолитите. През 1967 г. основава лаборатория при Геологическия институт, която от 1971 г. се трансформира в самостоятелен Институт по приложна минералогия (Централна лаборатория по минералогия и кристалография „Акад. Иван Костов“; от 2010 г. Институт по минералогия и кристалография „Акад. Иван Костов“). От 1974 до 1988 г. е директор на Националния природонаучен музей при БАН, а от 1978 до 1982 г. – и на Геологическия институт на БАН.
Работи в областта на кристаломорфологията, систематиката на минералите, разпределението на минералите в България и на Балканите. Създава нова класификация на минералите, базирана на геохимичен и кристалохимичен принцип. Автор е на повече от 250 научни труда, голяма част от които са публикувани в чуждестранни издания. Неговият монографичен учебник по „Минералогия“ (последно издаден в 1993 г.) е преведен на английски и руски език. Учебникът му „Кристалография“ е с 4 издания в България и превод на руски език. Съавтор е в колектив на 4-то научно откритие в България, свързано с еволюцията на кристаломорфологията на минералите.
През 1966 г. става член на Английското геологическо дружество. През 1990 г. основава Българското минералогическо дружество и става негов пръв председател, после почетен председател след 1995 г. Почетен член е на Българската академия на науките и на редица чуждестранни научни дружества. Чуждестранен член е на Руската академия на науките и на Германската академия на природоизпитателите „Леополдина“.
В периода 1982 – 1986 е председател на Международната минералогическа асоциация.
Иван Костов умира през 2004 г. Погребан е в парцел 4 на Централните софийски гробища. Има дъщеря Фани и син Руслан от съпругата Мария. Синът му Руслан Костов също е изтъкнат минералог.

## Избрана библиография
- Костов, Иван. Кристалографски и минерогенни изучавания на флуорита от едно находище в България //  Годишник на Софийския университет. Физико-математически факултет. Книга 3 - Естествена история; Annuaire de l'Universite de Sofia. Faculte Physico-mathematique. Livre 3 - Sciences naturelles 35 (3).   1939. с. 255-292. Посетен на 1 април 2024.
- Костов, Иван. Върху ортита от магматичните пегматити около с. Михалково, Централни Родопи //  Годишник на Софийския университет. Физико-математически факултет. Книга 3 - Естествена история; Annuaire de l'Universite de Sofia. Faculte Physico-mathematique. Livre 3 - Sciences naturelles 36.   1940. с. 187-194. Посетен на 8 юли 2024.
- Костов, Иван. Класификация и провинциални особености на манганорудните находища //  Годишник на Софийския университет. Физико-математически факултет. Книга 3 - Естествена история; Annuaire de l'Universite de Sofia. Faculte Physico-mathematique. Livre 3 - Sciences naturelles 41 (3).   1945. с. 133-174. Посетен на 8 юли 2024.
- Костов, Иван. Магматизъм и рудоотлагане в Югоизточна Европа (встъпителна лекция) //  Годишник на Софийския университет. Физико-математически факултет. Книга 3 - Естествена история; Annuaire de l'Universite de Sofia. Faculte Physico-mathematique. Livre 3 - Sciences naturelles 41 (3).   1946. с. 163-182. Посетен на 9 юли 2024.
- Костов, Иван. "Додекадричен" халкопирит от Южните Родопи //  Годишник на Софийския университет. Физико-математически факултет. Книга 3 - Естествена история; Annuaire de l'Universite de Sofia. Faculte Physico-mathematique. Livre 3 - Sciences naturelles 44 (3).   1947-1948. с. 1-10. Посетен на 30 април 2025.
- Костов, Иван. Върху произхода на шипченските магнетит-хематитови местораждения //  Годишник на Софийския университет. Природо-математически факултет. Книга 3 - Естествена история; Annuaire de l'Universite de Sofia. Faculte des sciences. Livre 3 - Sciences naturelles 45 (3).   1949. с. 1-47. Посетен на 16 август 2024.
- Костов, Иван. Бележки върху морфологията на гранатовите кристали //  Годишник на Софийския университет. Природо-математически факултет. Книга 3 - Естествена история; Annuaire de l'Universite de Sofia. Faculte des sciences. Livre 3 - Sciences naturelles 46 (3).   1950. с. 329-339. Посетен на 30 април 2025.
- Костов, Иван. Минерален и химичен състав на алкалните магматити от Шипченския Балкан //  Годишник на Софийския университет. Природо-математически факултет. Книга 3 - Естествена история; Annuaire de l'Universite de Sofia. Faculte des sciences. Livre 3 - Sciences naturelles 46 (3).   1950. с. 1-44. Посетен на 30 април 2025.
- Костов, Иван. Парагенетичен анализ и систематика на сулфидните минерали //  Годишник на Софийския университет. Биолого-геолого-географски факултет. Книга 2 - Геология; Annuaire de l'Universite de Sofia. Faculte de biologie, geologie et geographie. Livre 2 - Geologie 47 (2).   1953. с. 3 - 54. Посетен на 30 април 2025.
- Димитров, Цоню; Костов, Иван. Върху генезиса на манганорудните месторождения в Средногорието //  Годишник на Софийския университет. Биолого-геолого-географски факултет. Книга 2 - Геология; Annuaire de l'Universite de Sofia. Faculte de biologie, geologie et geographie. Livre 2 - Geologie 48 (2).   1953. с. 23 - 53. Посетен на 30 април 2025.
- Костов, Иван. Андалузит от пегматити в Ардинско, Централните Родопи //  Годишник на Софийския университет. Биолого-геолого-географски факултет. Книга 2 - Геология; Annuaire de l'Universite de Sofia. Faculte de biologie, geologie et geographie. Livre 2 - Geologie 48 (2).   1953. с. 1-22. Посетен на 30 април 2025.
- Костов, Иван. Върху кордиеритовите псевдометаморфози //  Годишник на Софийския университет. Биолого-геолого-географски факултет. Книга 2 - Геология; Annuaire de l'Universite de Sofia. Faculte de biologie, geologie et geographie. Livre 2 - Geologie 49 (2).   1956. с. 3 - 18. Посетен на 30 април 2025.
- Костов, Иван. Разсъждения върху полиморфизма на Al2SiO2 //  Годишник на Софийския университет. Биолого-геолого-географски факултет. Книга 2 - Геология; Annuaire de l'Universite de Sofia. Faculte de biologie, geologie et geographie. Livre 2 - Geologie 50 (2).   1957. с. 115-123. Посетен на 30 април 2025.
- Kostov, Ivan. Bonchevite, PbBi4S7, a New Mineral //  Mineralogical Magazine 31 (241).   June 1958. с. 821-828. Посетен на 3 September 2024.
- Костов, Иван. Върху химизма, номенклатурата на отделяне и последователността на зеолитовите минерали //  Годишник на Софийския университет. Биолого-геолого-географски факултет. Книга 2 - Геология; Annuaire de l'Universite de Sofia. Faculte de biologie, geologie et geographie. Livre 2 - Geologie 52 (2).   1959. с. 133-156. Посетен на 16 август 2024.
- Костов, Иван; Филизова, Л. Зеолитите в България: ломонтит //  Годишник на Софийския университет. Биолого-геолого-географски факултет. Книга 2 - Геология; Annuaire de l'Universite de Sofia. Faculte de biologie, geologie et geographie. Livre 2 - Geologie 52 (2).   1959. с. 159-186. Посетен на 16 август 2024.
- Костов, Иван. Зеолитите в България: сколецит, мезолит, натролит, "гонардит" и томсонит //  Годишник на Софийския университет. Биолого-геолого-географски факултет. Книга 2 - Геология; Annuaire de l'Universite de Sofia. Faculte de biologie, geologie et geographie. Livre 2 - Geologie 53 (2).   1960. с. 1-25. Посетен на 27 август 2024.
- Костов, Иван. Зеолитите в България: морденит //  Годишник на Софийския университет. Биолого-геолого-географски факултет. Книга 2 - Геология; Annuaire de l'Universite de Sofia. Faculte de biologie, geologie et geographie. Livre 2 - Geologie 53 (2).   1960. с. 25 - 36. Посетен на 27 август 2024.
- Костов, Иван. Кристалография на епидота от с. Нова Махала, Пещерско //  Годишник на Софийския университет. Биолого-геолого-географски факултет. Книга 2 - Геология; Annuaire de l'Universite de Sofia. Faculte de biologie, geologie et geographie. Livre 2 - Geologie 56 (2).   1963. с. 253-260. Посетен на 27 август 2024.
- Костов, Иван; Бресковска, В.; Минчева-Стефанова, Й.; Киров, Г. Н. Минералите в България.   София, Издателство на Българската академия на науките, 1964. OCLC 947184787.
- Kostov, Ivan. Paragenesis, crystal chemistry and classification of minerals //  Годишник на Софийския университет. Геолого-географски факултет. Книга 1 - Геология; Annuaire de l'Universite de Sofia. Faculte de geologie et geographie. Livre 1 - Geologie 58 (1).   1965. с. 99-116. Посетен на 8 юли 2024.
- Костов, Иван. Магматизъм и зеолитизация в Маджаровското оловно-цинково месторождение.   1965.
- Костов, Иван. Зеолитовата зоналност във вулканогенния комплекс между Кърджали и Асеновград.   1966.
- Костов, Иван. Разпределение на зеолитовите минерали в Западното Средногорие.   1967.
- Kostov, Ivan. Mineralogy.   Edinburgh & London, Oliver & Boyd, 1968. ISBN 9780050016671. OCLC 42358.
- Костов, Иван. Зеолитови минерализации в Източното Средногорие.   1968.
- Kostov, Ivan. Habit Types and Crystallogenesis of Diaspore and Goethite //  Годишник на Софийския университет. Геолого-географски факултет. Книга 1 - Геология; Annuaire de l'Universite de Sofia. Faculte de geologie et geographie. Livre 1 - Geologie 61 (1).   1969. с. 167-176. Посетен на 9 юли 2024.
- Kostov, Ivan. Mineralogia //  Enciclopedia della Chimica. Т. VII.   Firenze, Uses Edizione Scientifiche, 1972. с. 556-567.
- Kostov, I. The Structural Patterns of Crystal Faces and Crystal Growth //  Kristall und Technik 7 (1-3).   1972. DOI:10.1002/crat.19720070106. с. 27-35.
- Kostov, Ivan, Minčeva-Stefanova, J. Sulphide Minerals: Crystal Chemistry, Paragenesis and Systematics.   Stuttgart, Schweizerbartische Verlagsbuchhandlung, 1982. OCLC 9306473.
- Костов, Иван; Малеев, Михаил. Минералогията в България - вчера, днес, утре //  Списание на Българското геологическо дружество 48 (1).   1987. с. 21-32. Посетен на 10 юли 2024.
- Костов, Иван. Георги Бончев.   София, Университетско издателство „Климент Охридски, 1988.
- Kostov, Ivan, Breskovska, Vesselina. Phosphate, Arsenate and Vanadate minerals: Crystal Chemistry and Classification.   Sofia, Kliment Ohridski University Press, 1989. OCLC 30695814.
- Kostov, Ivan, Kostov, Ruslan I. Infinite Symmetry Applied to Crystals and Crystal Aggregates //  Crystal Research and Technology 24 (9).   September 1989. с. 847-852.
- Костов, Иван. Професор Йорданка Минчева-Стефанова (юбилейна годишнина) //  Списание на българското геологическо дружество 55 (1).   1994. с. 135-138. Посетен на 16 април 2025.
- Kostov, Ivan, Kostov, Ruslan I. Crystal Habits of Minerals.   Sofia, Academic Publishing House "Marin Drinov", 1999. ISBN 9789546420602. OCLC 488807766.
- Kostov, I. Mineral classifications re-visited with emphasis on paragenetic-structural system //  Geochemistry, Mineralogy, Petrology (37).   2000. с. 5-11. Посетен на 10 юли 2024.
- Костов, Иван. Минералите - парадигма на живота //  Списание на българското геологическо дружество 64 (1-3).   2003. с. 5-13. Посетен на 11 юли 2024.
- Kostov, I., J. Minčeva-Stefanova. Whewellite - a mineral new for Bulgaria //  Geochemistry, Mineralogy, Petrology (46).   2008. с. 31-34. Посетен на 8 юли 2024.